# Phil Parkes
Philip Benjamin Neil Frederick Parkes, conosciuto semplicemente come Phil, (Wolverhampton, 8 agosto 1950) è un ex calciatore inglese, di ruolo portiere.

## Carriera

### Club
Ha sempre giocato nel campionato inglese.

### Nazionale
Disputò la sua unica partita in Nazionale nel 1974.

## Palmarès

### Club

#### Competizioni nazionali
- Second Division: 1

West Ham: 1980-1981
- Coppa d'Inghilterra: 1

West Ham: 1979-1980